# Embalse de La Chorrera
El embalse de la Chorrera era un embalse español situado en el curso alto del río Tajo, dentro del parque natural del Alto Tajo, al sureste de la provincia de Guadalajara. El agua quedaba embalsada mediante el salto de Poveda, donde se intentó situar una central hidroeléctrica que abastecería a los municipios de la zona cosa que se tuvo que descartar al detectarse filtraciones por lo que no se llegó a terminar. La presa se encuentra rota y en estado de abandono.